# レイニ (俳優)
レイニ（REINI、1998年8月24日 - ）は、東京都出身の俳優、ミュージシャン、モデル。トライストーン・エンタテイメント所属。所属音楽レーベルはソニー・ミュージックレーベルズ（キューンミュージック）。

## 人物
身長180cm。血液型AB型。
趣味は遠泳。特技はスノーボード、サッカー。16歳から20歳までの4年間をアメリカ合衆国で生活していたこともあり英語は堪能である。
幼い頃よりギターやピアノに親しんでおり、早い時期から弾き語りをしていた。中学時代はジャムセッション研究部に所属、ギター演奏の他、ドラムを担当することもあった。
中学卒業後、単身で渡米しメイン州のハイスクールに入学。教科のひとつ、コーラスの授業の一環で発表会があり、教師の勧めで独唱することになったため『君はともだち（You've Got a Friend in Me）』を歌ったところ大きな賛辞を受ける。その時に憶えた感動が後に音楽活動を始める切っ掛けのひとつであったという。
実父はシンガーソングライターの德永英明。憧れのミュージシャンはONE OK ROCK。
2025年1月、ソニー・ミュージックレーベルズよりメジャーデビュー。

## 出演作品

### テレビドラマ
- 今日からヒットマン 第3話（2023年11月10日、テレビ朝日） - キジ 役
- 相棒 season23 第8話（2024年12月18日、テレビ朝日） - 野瀬匠 役

### 映画
- FUNNY BUNNY（2021年、KDDI） - 新見晴 役
- レジェンド&バタフライ（2023年、東映） - 長谷川橋介 役

### 配信
- auスマートパスプレミアム マルチアングルドラマ 「バックステージ」（2021年） - 赤井 役
- 木村さ〜〜ん! 第238回（2023年、GYAO!）
- グラスハート（2025年、Netflix） - 有栖川真広 役[5]

### イベント
- ウダガワガールズコレクション（2019年）
  - vol.582・2
  - vol.612
- ジージでラララ♪（2019年）
  - vol.161
  - vol.162
- SUPERNOVA（2019年）

## ディスコグラフィ

### シングル
|                                | 発売日         | タイトル          | 規格                   |
| ------------------------------ | -------------- | ----------------- | ---------------------- |
| 1st                            | 2024年6月24日  | 無口な涙          | デジタル・ダウンロード |
| 2nd                            | 2024年8月28日  | 夜のカケラ        | デジタル・ダウンロード |
| 3rd                            | 2024年11月27日 | CALLING           | デジタル・ダウンロード |
| ソニー・ミュージックレーベルズ |                |                   |                        |
| 1st                            | 2025年1月25日  | ラストレター      | デジタル・ダウンロード |
| 2nd                            | 2025年7月11日  | Spiral feat. Yura | デジタル・ダウンロード |

## タイアップ
| 曲名              | タイアップ                                      |
| ----------------- | ----------------------------------------------- |
| ラストレター      | 日本テレビ系 土ドラ9『相続探偵』主題歌          |
| Spiral feat. Yura | フジテレビ系 木曜劇場『愛の、がっこう。』主題歌 |